# Callejón Calería
El callejón Calería es una vía pública de la ciudad española de Sevilla.

## Descripción
La vía, cuyo título es de origen gremial, fue en su momento calle, y entonces discurría desde la calle Imperial hasta Muro de los Navarros. En la actualidad, ya como callejón, nace en Imperial, pero muere poco después de cruzarse con Juan de la Encina. Aparece descrita en la Noticia histórica del origen de los nombres de las calles de esta ciudad de Sevilla (1839) de Félix González de León con las siguientes palabras:

Calle de la Calería. Pertenece al cuartel D. y à la parroquia de san Esteban. Es larga, hay en ella varias barreras ó bocas de calles sin salidas, toma varias vueltas que unas son anchas y otras angostas; se dividia en lo antiguo en la Calería Nueva y Vieja: pasa desde la calle Imperial al muro y sitio que llaman la cruz de los Navarros: y su nombre lo tomó de venderse allí la Cal en la antiguo.
(González de León, 1839, p. 215)